# Min Gud, när jag betänker
Min Gud, när jag betänker är en lovpsalm av Nils Frykman 1876. Melodi i Ass-dur från sångboken Hemlandstoner 1877. Sången trycktes första gången i Wermlands Allehanda den 24 maj 1876. Melodin (4/4, Ass-dur) är av en okänd kompositör med signaturen B och publicerades i Hemlandssånger år 1877.

## Publicerad i
- Svenska Missionsförbundets sångbok 1920 som nr 346 under rubriken "Guds barns trygghet".
- 1986 års ekumeniska psalmbok som nr 13 under rubriken "Lovsång och tillbedjan".
- Lova Herren 1988 som nr 639 under rubriken "Guds barns tacksägelse och lovsång".